# Pachymetopon grande
Pachymetopon grande är en fiskart som beskrevs av Günther, 1859. Pachymetopon grande ingår i släktet Pachymetopon och familjen havsrudefiskar. Inga underarter finns listade i Catalogue of Life.